# Chaim Hönig
Chaim Hönig   (Berlín, 1 de febrer de 1926 - São Paulo, 19 de març de 2018) va ser un matemàtic brasiler d'origen alemany.

## Vida i obra
Hónig va néixer a Berlín, fill d'una parella de jueus polonesos, que van deixar Alemanya el 1937 per les persecucions antisemites dels nazis i es van asentar a Porto Alegre on ja hi vivien uns familiars. El 1946, en acabar la seva escolarització a Porto Alegre, va ingressar a la universitat de São Paulo en la qual es va graduar el 1949 en física i matemàtiques. El 1951 va iniciar la seva carrera docent en aquesta universitat, en la qual es va doctorar el 1952. Només va interrompre la seva docència a São Paulo, per a fer treballs de recerca postdoctoral a l'Institut Henri Poincaré de París entre 1953 i 1955. Va morir a São Paulo el 2018.
Els seus estudis i publicacions van ser en els camps de l'anàlisi matemàtica i la topologia. Va participar activament en la creació de la Societat Brasilera de Matemàtiques de la qual va ser el primer president. Va ser dues vegades director de l'Institut de Matemàtiques de la universitat.